# Эксенатид
Эксенатид — лекарственное средство продолжительного действия, аналог глюкагоноподобного пептида-1 (ГПП-1). Эксенатид является гипогликемическим средством и применяется для лечения сахарного диабета 2-го типа. Эксенатид является первым препаратом, относящимся к новому классу лекарственных средств для лечения сахарного диабета 2-го типа — миметиков инкретина. Он используется вместе с диетой, физическими упражнениями и, возможно, другими противодиабетическими препаратами. Это менее предпочтительный вариант лечения после метформина и сульфонилмочевины. Он вводится под кожу за час до первого и последнего приема пищи в день. Также доступна еженедельная инъекционная версия.
Использование при беременности и кормлении грудью не имеет четкой безопасности. Эксенатид является агонистом рецептора глюкагоноподобного пептида-1 (агониста рецептора GLP-1), также известным как миметики инкретина. Он работает путем увеличения выделения инсулина из поджелудочной железы и уменьшает чрезмерное выделение глюкагона. Лекарственное средство было одобрено для медицинского применения в Соединённых Штатах в 2005 году.

## Применение в медицине
Эксенатид используется для лечения сахарного диабета 2-го типа в качестве дополнения к метформину, бигуаниду или комбинации метформина и сульфонилмочевины, или тиазолидиндионов, таких как пиоглитазон. Он также оценивается для использования при лечении болезни Паркинсона.
Препарат вводят подкожно два раза в день, используя заполненное устройство, похожее на ручку (Byetta), или еженедельно с помощью устройства, подобного ручке, или обычного шприца (Bydureon). Живот является обычным местом инъекции.

## Побочные эффекты
Основными побочными эффектами применения эксенатида являются желудочно-кишечные по своей природе, включая кислый желудок, отрыжку, диарею, изжогу, расстройство желудка, тошноту и рвоту; Поэтому эксенатид не предназначен для людей с тяжелыми заболеваниями желудочно-кишечного тракта. Другие побочные эффекты включают головокружение, головную боль и чувство нервного состояния. Лекарственные взаимодействия, перечисленные на вкладыше в упаковку, включают замедленную или пониженную концентрацию ловастатина, парацетамола (ацетаминофена) и дигоксина, хотя не было доказано, что это влияет на эффективность этих других лекарств.
В ответ на постмаркетинговые сообщения об остром панкреатите у пациентов, использующих эксенатид, FDA добавило предупреждение к маркировке Byetta в 2007 году. В августе 2008 года FDA сообщили о четырех дополнительных случаях смерти от панкреатита у пользователей эксенатида; хотя не было установлено никаких определенных отношений, FDA, как сообщается, рассматривает дополнительные изменения в маркировке препарата. Изучение медицинских карт миллионов пациентов, входящих в планы United Healthcare Insurance, не выявило более высокого уровня панкреатита среди потребителей Байтты, чем среди пациентов с диабетом, принимающих другие лекарства. Тем не менее, диабетики имеют немного большую частоту панкреатита, чем не диабетики.
Это также может увеличить риск гипогликемии, вызванной легкой сульфонилмочевиной.
Кроме того, FDA выразил обеспокоенность по поводу отсутствия данных, позволяющих определить, может ли пролонгированная версия эксенатида раз в неделю (но не форма эксенатида дважды в день) увеличивать риск рака щитовидной железы. Эта проблема связана с наблюдением очень небольшого, но, тем не менее, повышенного риска рака щитовидной железы у грызунов, который наблюдался для другого препарата (лираглутида) того же класса, что и эксенатид. Данные, доступные для эксенатида, показали меньший риск развития рака щитовидной железы, чем лираглутид, но для лучшей количественной оценки риска FDA потребовала, чтобы амилин провел дополнительные исследования на грызунах, чтобы лучше идентифицировать проблему со щитовидной железой. Утверждённая форма еженедельного эксенатида (Bydureon) содержит предупреждение о «чёрном ящике», в котором обсуждается проблема щитовидной железы. Эли Лилли сообщил, что они не видели связи в людях, но это не может быть исключено. Эли Лилли заявил, что препарат вызывает увеличение проблем со щитовидной железой у крыс при высоких дозах.
В марте 2013 года FDA выпустило сообщение о безопасности лекарств, объявляющее о расследовании инкретиновых миметиков из-за результатов научных исследований. Несколько недель спустя Европейское агентство по лекарственным препаратам начало аналогичное исследование агонистов GLP-1 и ингибиторов DPP-4.
Частота возникновения побочных эффектов препарата: очень часто (более 10 %); часто (более 1 %, менее 10 %); иногда (более 0,1 %, менее 1 %); редко (более 0,01 %, менее 0,1 %); крайне редко (менее 0,01 %).
Очень часто возникают такие состояния, как гипогликемия, тошнота, рвота и диарея.
Часто возникают такие состояния, как головокружение, головные боли, снижение аппетита, диспепсия, гастроэзофагеальный рефлюкс, ощущение дрожи, слабость, гипергидроз, кожная реакция в месте инъекции.
Иногда возникает нарушение вкусовых ощущений, а также вздутие живота, отрыжка, абдоминальная боль, метеоризм и запор.
Редко наблюдаются сыпь и кожный зуд, а также дегидратация (вызванная тошнотой, рвотой и/или диареей), сонливость, ангионевротический отёк.
Крайне редко возникают анафилактические реакции.

## Фармакологическое действие
Эксенатид является мощным стимулятором инкретина (глюкагоноподобный пептид-1), усиливающим глюкозозависимую секрецию инсулина и оказывающим другие гипогликемические эффекты инкретинов (подавление неадекватно повышенной секреции глюкагона и улучшение функции бета-клеток).
При гипергликемии введение эксенатида подавляет избыточную секрецию глюкагона и усиливает глюкозозависимую секрецию инсулина из бета-клеток поджелудочной железы. Усиленная секреция инсулина прекращается по мере снижения концентрации глюкозы в крови. Нормальный глюкагоновый ответ на гипогликемию не нарушается.
Употребление эксенатида приводит к снижению аппетита и уменьшению потребления пищи, а также к подавлению моторики желудка, что приводит к замедлению его опорожнения. Действие препарата основано на замещении нарушенных при сахарном диабете 2-го типа эффектов гормона-инкретина ГПП-1 (глюкагоноподобного пептида-1). Данные клинических исследований свидетельствуют о том, что терапия эксенатидом обеспечивает достоверное улучшение контроля гликемии у больных сахарным диабетом 2-го типа.

## Фармакокинетика
Эксенатид связывается с интактным человеческим рецептором глюкагоноподобного пептида-1 (GLP-1R) аналогично человеческому пептиду глюкагоноподобного пептида-1 (GLP-1); эксенатид имеет 50% аминокислотную гомологию с GLP-1 и имеет более длительный период полувыведения in vivo.
Считается, что эксенатид способствует контролю глюкозы, по крайней мере, пятью способами:
- Эксенатид усиливает реакцию поджелудочной железы (т.е. увеличивает секрецию инсулина) в ответ на прием пищи; Результатом является высвобождение более подходящего количества инсулина, которое помогает снизить повышение сахара в крови в результате приема пищи. Как только уровень сахара в крови снижается ближе к нормальным значениям, реакция поджелудочной железы на выработку инсулина снижается; другие лекарства (например, инъекционный инсулин) эффективны при снижении уровня сахара в крови, но могут «перешагнуть» свою цель и вызвать слишком низкий уровень сахара в крови, что приводит к опасному состоянию гипогликемии.
- Эксенатид также подавляет высвобождение глюкагона поджелудочной железой в ответ на прием пищи, что помогает остановить чрезмерное производство сахара в печени, когда в этом нет необходимости, что предотвращает гипергликемию (высокий уровень сахара в крови).
- Эксенатид помогает замедлить опорожнение желудка и, таким образом, снижает скорость, с которой глюкоза, получаемая из пищи, появляется в кровотоке.
- Эксенатид обладает тонким, но продолжительным действием, снижающим аппетит, способствующему насыщению с помощью рецепторов гипоталамуса (рецепторов, отличных от амилина). Большинство людей, использующих эксенатид, медленно теряют вес, и, как правило, наибольшая потеря веса достигается у людей с наибольшим весом в начале терапии эксенатидом. Клинические испытания показали, что эффект снижения веса продолжается с той же скоростью в течение 2,25 лет непрерывного использования. При разделении на квартили потери веса самые высокие 25% испытывают существенную потерю веса, а самые низкие 25% не испытывают потери или небольшого увеличения веса.
- Эксенатид снижает содержание жира в печени. Накопление жира в печени или неалкогольной жировой болезни печени (НАЖБП) тесно связано с несколькими метаболическими нарушениями, в частности, с низким уровнем холестерина ЛПВП и высоким уровнем триглицеридов, присутствующих у пациентов с сахарным диабетом 2 типа. Стало очевидным, что эксенатид снижает жир печени у мышей, крыс и совсем недавно у людей.

В опубликованной в 2016 году работе показано, что он может обратить вспять нарушенную передачу сигналов кальция в стеатотических клетках печени, что, в свою очередь, может быть связано с надлежащим контролем глюкозы.
Эксенатид выводится из организма большей частью за счёт клубочковой фильтрации с последующим протеолитическим распадом. Показатель скорости очищения биологических жидкостей и тканей организма (клиренс) от эксенатида — 9,1 л/ч, T1/2 — 2,4 ч и не зависят от дозы.
При слабо или умеренно выраженной хронической почечной недостаточности (КК 30—80 мл/мин) клиренс эксенатида существенно не отличается. При терминальной стадии хронической почечной недостаточности клиренс эксенатида снижен до 0,9 л/ч.

## Показания к применению
Эксенатид применяется при сахарном диабете 2 типа в качестве дополнительной терапии к метформину, производным сульфонилмочевины, тиазолидиндиону, комбинации метформина и производных сульфонилмочевины или метформина и тиазолиндиона в случае недостижения адекватного гликемического контроля.

## Противопоказания
Противопоказаниями к применению препарата являются: сахарный диабет 1-го типа, диабетический кетоацидоз, гиперчувствительность, тяжелые заболевания ЖКТ с сопутствующим гастропарезом, тяжёлая хроническая почечная недостаточность (КК менее 30 мл/мин), беременность, период лактации и детский возраст до 18 лет.

## Режим дозирования
Начальная доза эксенатида составляет 5 мкг и назначается 2 раза в сутки на 1 месяц для улучшения переносимости. Через 1 месяц после начала лечения доза эксенатида может быть повышена до 10 мкг 2 раза в сутки для дальнейшего улучшения гликемического контроля. Дозы выше 10 мкг не рекомендуются.

## Передозировка
Симптомами передозировки препарата являются: тошнота, рвота и выраженная гипогликемия. Для устранения выраженной гипогликемии в случае передозировки препарата применяется парентеральное введение глюкозы.

## Взаимодействие с другими лекарственными средствами
При употреблении пероральных лекарственных средств, которые требуют быстрого всасывания в ЖКТ, необходимо учитывать, что препарат может замедлять опорожнение желудка.
Лекарственные средства, действие которых зависит от их пороговой концентрации (в том числе антибиотики), следует употреблять не менее чем за 1 час до введения эксенатида. Если эти лекарственные средства необходимо принимать с пищей, следует употреблять их во время тех приёмов пищи, когда эксенатид не вводится.

## Особые указания
Внутривенное введение препарата не рекомендуется. Эксенатид также не следует вводить после приёма пищи.

## История открытия
Главную роль в открытии эксенатида сыграли биологи, наблюдавшие за жизнью ящерицы Gila monster, обитающей в пустыне Аризона (США). Биологи обратили внимание на тот факт, что Gila monster питается лишь четыре раза в год. Соответственно, ящерице необходим некий механизм для контроля концентрации сахара в крови — в противоположном случае резкое её увеличение после каждого приема пищи будет неминуемо вызывать нарушения метаболизма животного. Биологи предположили, что ключевым звеном данного механизма является exendin-4 — вещество с мощным сахароснижающим действием, содержащееся в крови и слюне Gila monster. К дальнейшему изучению феномена подключились компании Amylin Pharmaceuticals и Eli Lilly and Company. В результате исследований был запущен в производство синтезированный аналог exendin-4, получивший название Эксентид. Компания Eli Lilly and Company производит эксенатид под торговой маркой Баета. В январе 2012 выпущен Байдурион - дженерический препарат компании AstraZeneca. В отличие от Баеты, Байдурион применяется один раз в неделю.